# Lakewood (Kalifornija)
Lakewood je grad u američkoj saveznoj državi Kalifornija. Prema popisu stanovništva iz 2010. u njemu je živjelo 80.048 stanovnika.